# Gasteranthus atratus
Gasteranthus atratus là một loài thực vật thuộc họ Gesneriaceae. Đây là loài cây đặc hữu Ecuador. Môi trường sống tự nhiên ở các vùng rừng có đất thấp ẩm nhiệt đới hoặc bán nhiệt đới.